# Banksia robur
Banksia robur är en tvåhjärtbladig växtart som beskrevs av Antonio José Cavanilles. Banksia robur ingår i släktet Banksia och familjen Proteaceae. Inga underarter finns listade i Catalogue of Life.